# Đinh Bá Châu
Đinh Bá Châu (sinh năm 1942 tại Thái Bình) là một chuyên gia, đầu bếp nổi tiếng hoạt động trong lĩnh vực ẩm thực tại Việt Nam. Nghệ nhân Đinh Bá Châu thường được báo giới gọi là "Vua bếp tại Việt Nam".

## Sự nghiệp
Nghệ nhân Đinh Bá Châu sinh tại làng Đún Ngoại (nay là xã Chi Lăng), huyện Hưng Hà (Thái Bình), cha ông mất khi ông vừa chào đời. Bốn năm sau ông cũng mồ côi mẹ, sống lang thang không họ hàng thân thích .
Ông đi khắp nơi bán lạc rang, bánh mì, đánh giày kiếm sống, tối về được những người hàng xóm tốt bụng cho ngủ nhờ.
Năm 1955, khi Hà Nội vừa giải phóng, ông ra đó lập nghiệp, làm thuê cho tiệm cao lâu của ông Phúc ở số 2A Tạ Hiện, vừa phụ bếp, học nghề tráng bánh phở, vừa chăm con cho ông chủ. Ông Phúc nhận thấy ông khéo léo đặc biệt và một đầu óc mẫn cảm với hương vị, với các món ăn. Ông cũng hết sức biết chiều lòng thực khách nên khách tới tiệm cao lâu ngày một đông. Tuy nhiên vào thời đó, nghề nấu ăn không được xã hội coi trong nên ông quyết định đi học nhạc để mọi người phải nể trọng .
Ông học ghita của Tạ Tấn, nhưng không thấy phát triển ngón đàn nên chuyển qua học qua học violon suốt 7 năm sau đó nhưng cũng không thành công.
Năm 1959, ông Châu học nấu ăn và làm bếp trong nhà hàng Phú Gia. Với năng khiếu vốn có và lòng say mê học hỏi, ông nhanh chóng trở thành một đầu bếp có uy tín, được cử đi học những lớp nấu ăn cao cấp rồi được giữ lại làm thầy và cuối cùng về làm Phó giám đốc Công ty ăn uống Phú Gia.
Năm 1980, ông đi đến Cộng hòa dân chủ Đức học và làm việc tại khách sạn Metropole ở Berlin. Trong 5 năm ông vừa học hỏi cách thức nấu ăn của các nước phương Tây, vừa giới thiệu với mọi người về ẩm thực Việt Nam và ẩm thực phương Đông nói chung.
Năm 1990, tại cuộc thi nấu ăn quốc tế Gastropa tổ chức tại Praha Tiệp Khắc, ông đã tranh tài cùng 54 đoàn của 34 quốc gia trên thế giới. Tại đây, ông đã đạt được huy chương vàng khiến cả thế giới phải sửng sốt trước sự sáng tạo và khéo léo đến tuyệt vời của người đầu bếp đất Việt.
Tại SEA Games 22 tổ chức tại Việt Nam, nghệ nhân Đinh Bá Châu được mời làm "tổng chỉ huy" cho hệ thống nhà hàng khách sạn Việt Nam trong việc nấu nướng, tổ chức các món ăn, phục vụ các đoàn vận động viên, quan khách đến từ các nước.

## Gia đình
Ông có ba con trai đều theo nghề của ông, hai người hiện đang kinh doanh nhà hàng khá thành công ở Nga và Ba Lan.
Ở Việt Nam, gia đình ông có hai nhà hàng, một ở Hà Nội, một ở Quảng Ngãi.

## Câu nói
"...Mọi thứ, mình tự học là chính, nay có bổn phận truyền lại cho cháu con, mình từ khổ nghèo đi lên bằng hai bàn tay trắng, việc giản đơn thì có miếng thịt, miếng cá... Không biết làm ngon cho mình ăn, thì còn làm cho ai nữa?".

## Đánh giá
" ...với bàn tay tài hoa, nghệ nhân Đinh Bá Châu đi khắp trong nam ngoài bắc, vừa làm vừa truyền nghề, không chỉ cho người Việt Nam mà cả các bạn nước ngoài. Họ vẫn thường gọi ông một cách trìu mến: Ông "vua bếp" Việt Nam."_Báo Nhân dân.
"Những người nấu bếp vẫn nổi tiếng với sự gọn gàng, ngăn nắp và sạch sẽ của mình bởi đó chính là những quy định bắt buộc đối với nghề này. Đó cũng là những ấn tượng đầu tiên của tôi đối với ông Đinh Bá Châu, nghệ nhân nấu ăn số 1 tại Việt Nam, người đã từng giành huy chương vàng tại các cuộc thi nấu ăn của thế giới. Cái sự gọn gàng, ngăn nắp, sạch sẽ ấy không chỉ thể hiện trong cách ông quản lý cái nhà hàng với sức chứa 500 thực khách của mình mà còn thể hiện ở ngay chính cách nói chuyện của ông..."_Báo Lao động.